# Kunitzburg

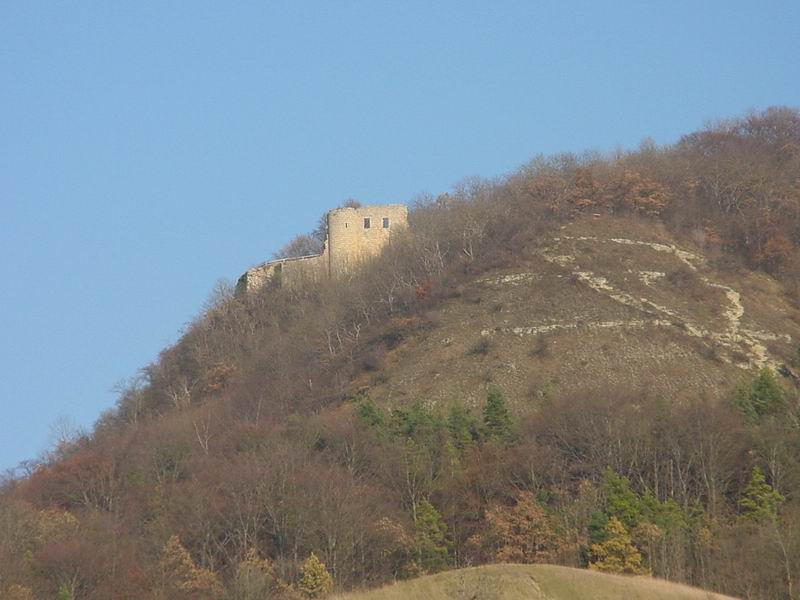
Kunitzburg, Ansicht der Ruine von Kunitz aus.

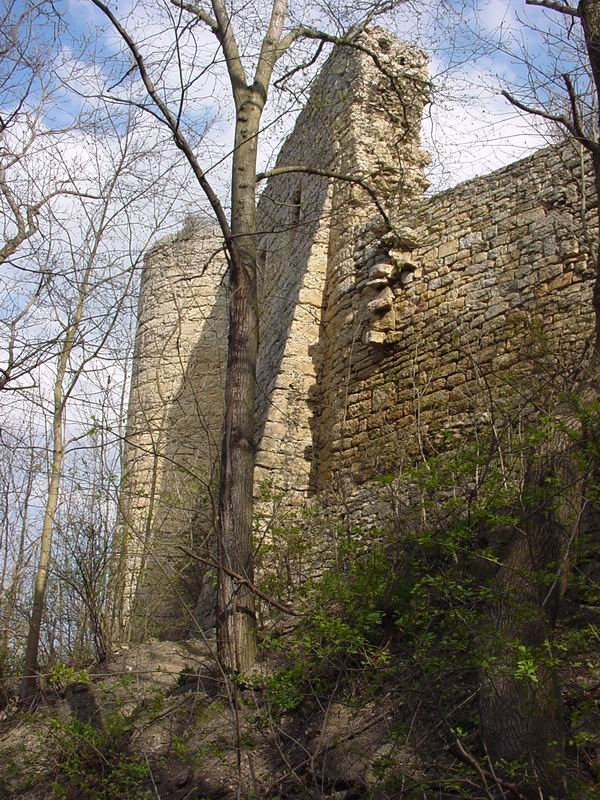
Kunitzburg, Ansicht von Palas und Turmrest

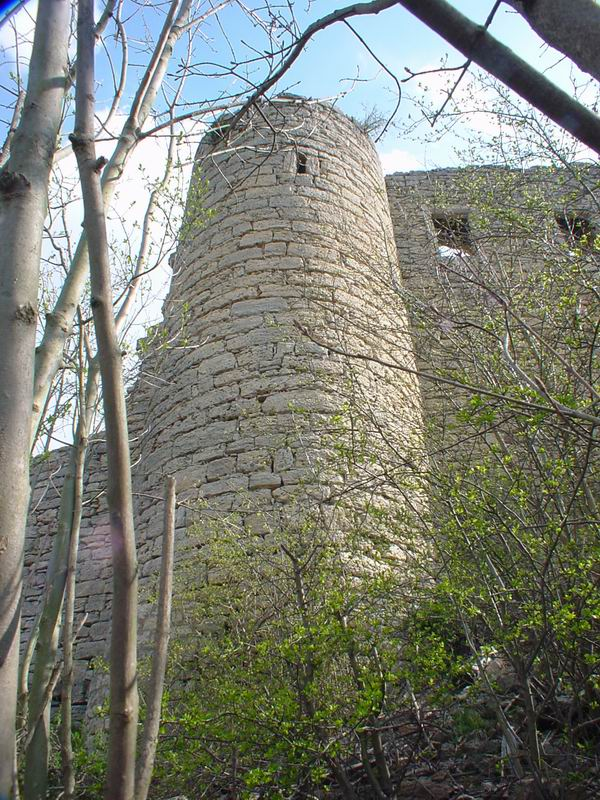
Kunitzburg, halbrunder Turm

Die Burg Gleißberg, heute zumeist Kunitzburg nach dem unterhalb gelegenen Jenaer Ortsteil Kunitz genannt, ist die Ruine einer Höhenburg auf 325 m ü. NN (Grundmauern) fünf Kilometer nordöstlich der Stadt am nördlichen Ende des sogenannten „Hufeisens“. Dieses wird gebildet durch den Jenzig und den steilen, nach Westen ins Saaletal vorspringenden Großen Gleisberg. Die Ruine gehört zur Flur Kunitz, wenige Meter hangabwärts verläuft jedoch die Grenze zur Flur Golmsdorf.

## Geschichte
Nach J.C. Zenker waren die ersten Inhaber der Burg wohl die Herren und Voigte von Glisberg. Ein Voigt Erwin von Glisberg erbaute im Jahre 974 eine Burg auf dem Veitsberg. Ein anderer Herr von Glisberg, Walther von Glisberg, Bruder des „feisten“ Bischofs Hildeward von Naumburg, stiftete im Jahre 1036 das Schottenkloster zu Erfurt. Am 9. Juli 1075 entschied ein Herman von Glizberg die Schlacht beim Kloster Homburg. Die Gattin von Heinrich von Groitzsch, Bertha von Glizberg (auch Bertha von Gelhausen), stiftete, kinderlos, im Jahre 1132 das Mönchskloster in Thalbürgel, dem Ort der Gräber ihrer Eltern, und wenig später, nach dem Tode ihres Bruders Ekbert, gründete sie eine Stiftung in Thalbürgel „für sieben fromme Schwestern“.
Der Ort Bürgel, der 1133 in der Stiftungsurkunde des Klosters „zu dem Burgelin“ (Kloster in Thalbürgel) erstmals erwähnt wird, war Erbgut der Berta von Gleißberg.
Ein Edelfreier Liutoldus de Glizberg wurde im Jahr 1133 erwähnt in der Genehmigung des Bischofs Udo von Naumburg zur Stiftung des Benediktinerklosters Bürgel. Es wird vermutet, dass er ohne Nachkommen verstorben sei. Außerdem ist vor allem in der älteren Literatur noch eine angebliche Stiftungsurkunde von Bertha aus dem Jahr 1133 in der Diskussion. In der Urkunde wird vom Tod ihres Oheims Walther (patrui Woltheri) und ihres Bruders Ekbert von Gleißberg (Glizberk) und der Zustimmung ihrer Verwandten Ottos von Kirchberg und Lutholds von Gleißberg sowie die Namen ihrer Eltern Damian und Ottilie berichtet. Schon Otto Dobenecker hatte diese Urkunde als Fälschung eines Hans Basilius von Gleichenstein aus dem Jahr 1729 erkannt. Auch ein häufig angenommener Zusammenhang mit den bei Arnold von Quedlinburg genannten „Grafen von Glizburg (Gleisberg)“ als Vorfahren der Vögte von Weida ist unwahrscheinlich. Es ist eher anzunehmen, dass anstatt Veitsberg irrtümlich Gleißberg gelesen wurde, zumal Beziehungen der Vögte in das Gebiet um den Gleißberg nicht für diese Zeit nachzuweisen sind.
Wolfgang Hartmann geht in seiner Forschungsarbeit zur Geschichte des fränkischen Adelsgeschlechts der Reginbodonen von der Existenz eines „Ekberts von Gleißberg“ aus und sieht in ihm den Vater „Liutolds von Gleißberg“ und Bruder Berthas (der Gründerin des Klosters Bürgel und Gattin des Markgrafen Heinrich von Groitzsch). Diesem Zweig der Reginbodonen ordnet er auch die Edlen von Camburg, die Burggrafen von Kirchberg-Kapellendorf und weitere Familien der Umgebung zu.
1158 erhob Friedrich I. neben anderen Besitzungen aus dem Erbe Wiprecht von Groitzschs die Berge Gleißberg (Glizberg) mit der gleichnamigen Burg und Jenzig zu Reichsgütern. Wenig später war die Burg mit Reichsministerialen besetzt, die sich nach der Burg Gleißberg nannten. Diese Dienstmannen, die offenbar ursprünglich aus dem Geschlecht der von Pappenheim und Kalden aus der Pfalz stammten, waren Familienangehörige der Herren von Weimar. Der bekannteste Vertreter ist Walter von Weimar, der erstmals 1154 als villicus von Allstedt unter den Zeugen einer Königsurkunde erwähnt wird. Die Familie stellte die Vögte des Schottenklosters St. Jakob in Erfurt und wurden dort als Stifter verehrt. Ein castrum Glizberg wird urkundlich erst 1261 erwähnt.
Angeblich soll der römisch-deutsche König Rudolf von Habsburg 1289/90 die Burg Gleißberg zerstört haben, als er zur Rückgewinnung von Reichsland in Thüringen 66 (60?) Burgen zerstören ließ. Eine Urkunde vom 17. Dezember 1293, die von Walter IV. von Gleißberg auf der Burg ausgestellt wurde, lässt das aber unwahrscheinlich erscheinen.
Mit Walther von Glisberg soll im Jahre 1317 dieses Geschlecht erloschen sein.
Den Herren von Gleißberg gelang es im 13. und 14. Jahrhundert nicht, eine effektive Wirtschaft zu betreiben. Es mussten mehrfach zur Burg gehörige Güter veräußert werden. Außerdem gingen durch Schenkungen an die Kirche und aus Rechtsstreitigkeiten immer wieder Ländereien verloren. Aus nicht genau nachvollziehbaren Gründen, wahrscheinlich aus Geldmangel, begaben sich die Gleißberger um 1320 unter die Lehnsherrschaft der Schenken von Dornburg, denen sie bis dahin gleichrangig waren. Sie saßen weiterhin als Vasallen auf der Burg, bis sie sie 1327 an Heinrich II. Reuß von Plauen für 150 Mark verkauften. Heinrich V. von Gleißberg lebte danach wahrscheinlich in Weimar, während sein Bruder Johannes in den geistlichen Stand eintrat. Die Herrschaft der Gleißberger war damit beendet.
1327 belehnte der spätere Kaiser Ludwig der Bayer Heinrich II. Reuß von Plauen mit der Burg. Entweder wurde die Lehnsherrschaft der Schenken von Dornburg abgegolten, oder Kaiser Ludwig erkannte sie nicht an. Bis mindestens 1350 galt Gleißberg als Reichslehen, denn im Lehnsbuch des Markgrafen Friedrich des Strengen wird es nicht als wettinischen Gut aufgeführt. 1359 wurde das Lehen für die jüngere Linie Reuß von Plauen bestätigt. Heinrich II. von Reuß war zum Zeitpunkt, als er die Burg kaufte, Vormund des minderjährigen Markgrafen von Meißen Friedrich II. und verwendete dessen Geld zum Erwerb der Herrschaft für seine Familie. Auf Grund dieser Tatsache erhoben die Wettiner Ansprüche auf Gleißberg.
Aus den wechselseitigen Ansprüchen, die die Wettiner und die böhmischen Könige, in Karl IV. gleichzeitig Deutscher Kaiser, auf die Herrschaft erhoben, gingen die Markgrafen als Sieger hervor. Als Heinrich Reuß IV. 1398 starb, zog Markgraf Wilhelm die Herrschaft als erledigtes Lehen ein. Die Reußen hatten es verstanden, die Herrschaft durch effektive Wirtschaft und Zukäufe zu einer ansehnlichen Grundherrschaft auszubauen.
Seit dem Ende des 14. Jh. Wurde die Burg an die verschiedenen Herrschaftsträger Thüringens verpfändet und letztlich dem wettinischen Verwaltungsorganismus einverleibt. Interessant ist die Bewertung der Herrschaft 1429, als sie für 4000 rhein. Gulden, im gleichen Wert wie Hildburghausen oder Heldburg, verkauft wurde. 1440, mit dem Tod Landgraf Friedrichs des Friedfertigen, wurde wahrscheinlich Gleißberg dem Amt Dornburg einverleibt. Die Burg begann wegen fehlender Nutzung zu verfallen. Nur in der Burgkapelle wurde zwei Mal pro Woche durch Kunitzer Pfarrer eine Messe gelesen. Erst am 28. April 1450 wurden die Messen nach Kunitz verlegt.
Am 8. März 1450 belehnte Herzog Wilhelm von Sachsen seinen Rat Apel Vitzthum zu Roßla und dessen Brüder Busso und Burkhard sowie Friedrich von Witzleben mit Gleißberg, mit der Verpflichtung, das ganz wüste und verfallene Schloss zu reparieren. Die Vitztume spielten in dieser Zeit eine wichtige Rolle in Thüringen. Der Herzog war ihnen wahrscheinlich hörig. Sein Vertrauen ausnutzend, häuften sie zuungunsten des Herzogs Reichtümer und Besitz an. 1450 kam es zum Bruch, als Wilhelm die wahre Rolle der Vitztume erkannte. Sie wurden aus dem Land vertrieben.
Wilhelm von Sachsen verbündete sich mit den Städten Erfurt, Nordhausen und Mühlhausen und stürmte 1451 die Burg Gleißberg. Die Vitztume hatten das Schloss instand gesetzt, soweit das in der kurzen Zeit möglich war. Nach der Erstürmung der Burg wurde der Bergfried 1453 niedergebrochen. Noch kurze Zeit saß ein Amtmann auf der Burg. Es erfolgte aber kein Wiederaufbau und die Burg blieb Ruine.

## Erhaltene Bausubstanz und Datierung
Von der Burg sind nur wenige Reste in Ruinen überkommen, darunter die Wand eines Wohnbaus, ein halbrunder Turm, geringe Reste der Ringmauer mit Strebepfeilern, der Stumpf eines runden Bergfriedes und ein teilweise ausgegrabener Burgbrunnen. Im Norden und Westen ist die Burg durch einen extremen Steilhang und nach Süden und Osten durch tiefe Gräben gesichert, die eine Vorburg von der Hauptburg trennen.
Genaue Datierungen anhand von umfassenden archäologischen Funden oder Bauuntersuchungen liegen bisher nicht vor. Lesefunde, insbesondere Keramik, lassen sich nur allgemein in das 12. bis 15. Jahrhundert datieren. Der massive Wohnbau direkt über dem steilen Felshang dürfte aufgrund von zwei Sitznischenfenstern mit zweibahnigen Rechteckfenstern, die in Thüringen in dieser Zeit in Verwendung kamen, erst nach 1300 errichtet oder umgebaut worden sein. Die Entstehung des Bergfriedes ist in die Zeit von 1200 bis 1250 einzuordnen.

## Touristische Nutzung

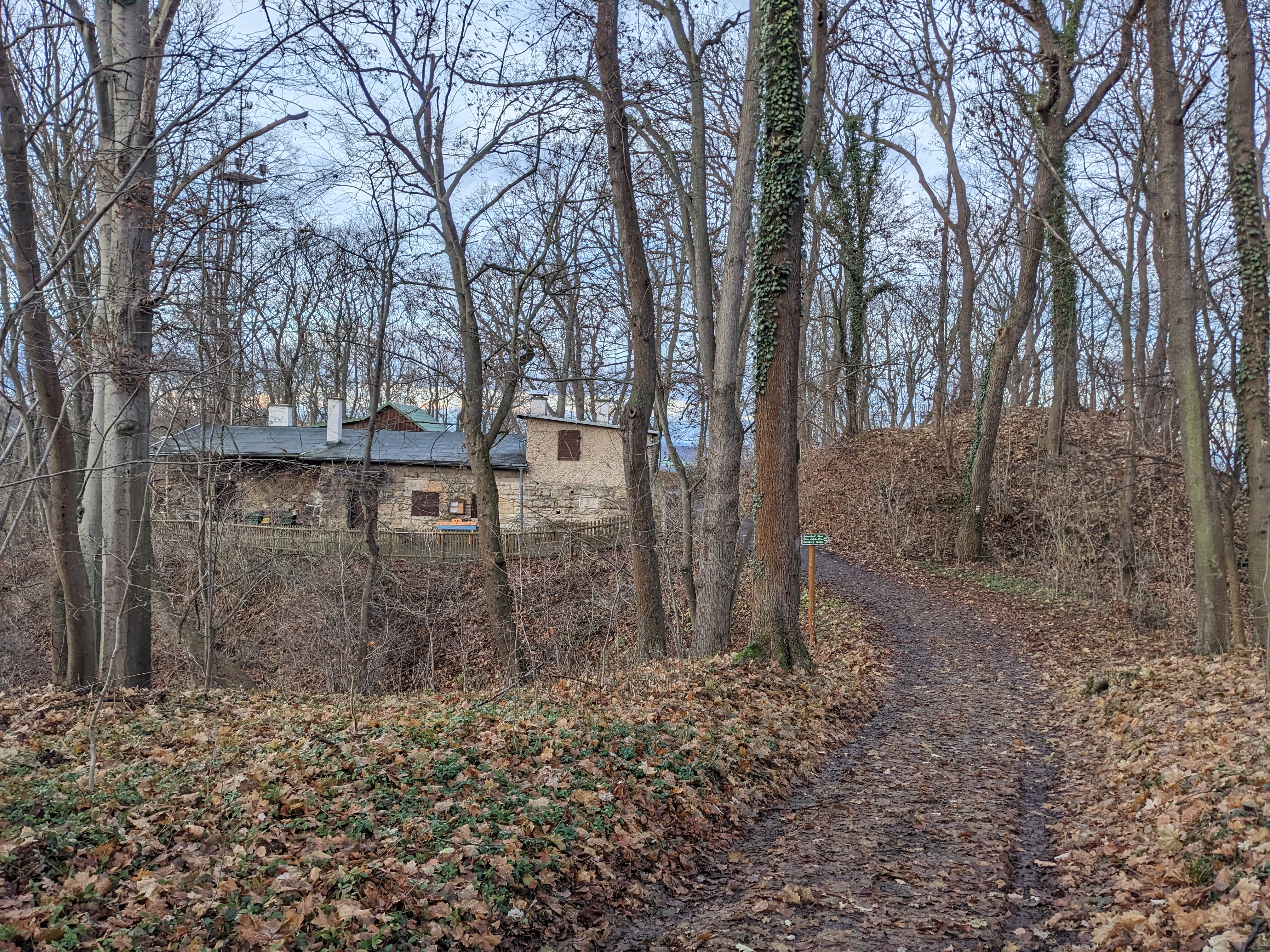
Burgklause Kunitzburg im Jahr 2022

Das alte Bauwerk erregte schon vor vielen Jahrzehnten das Interesse von Wanderern und Heimatfreunden. Von der Ruine selbst und mehreren Stellen des von Kunitz dorthin führenden Weges bieten sich weite Ausblicke in das Saaletal. Der Ausflug zur Kunitzburg ist jedoch nur über Waldwege und zu Fuß oder mit dem Mountainbike möglich. Die kürzeste Strecke von Kunitz führt über knapp 1,8 km auf schmalen, steilen und teilweise naturnahen Wegen und hat etwa 200 m Anstieg; ihre Benutzung erfordert ausreichende körperliche Fähigkeiten. Etwa 3,3 km beträgt die weniger beschwerliche Strecke über die Straße Kunitz–Laasan und den etwa 1,5 km von Kunitz entfernt abzweigenden Forstweg. Diese Wege werden intensiv für Freizeitsport genutzt, besonders die Fortsetzung über das Hufeisen zum Jenzig (Wegstrecke von der Kunitzburg etwa 7 km).
Etwa 100 m südöstlich der Ruine befindet sich eine Burgklause, die in den Jahren 1925 bis 1931 von der 1922 gegründeten Kunitzburggemeinde (später Ortsgruppe Kunitz des Deutschen Kulturbundes, heute Freundeskreis Kunitzburg e. V.) errichtet wurde. Das Gebäude erhielt 1955 Stromanschluss. 1963 brannte es nach Brandstiftung bis auf den Keller ab, der Wiederaufbau erfolgte als Jugendklub der Gemeinde Kunitz. Eine regelmäßige öffentliche Bewirtschaftung findet jedoch schon seit DDR-Zeiten nicht mehr statt; das Haus wird für Veranstaltungen vermietet.

## Sonstiges
Als letzte Bewohnerin der Burg ist die 1809 in Jena angekommene Schwedische Gräfin – mit bürgerlichem Namen Hedwig Carolina E(c)kmann – aus Malmö bekannt, sie bewohnte bis 1815 mit ihren Kindern, einem Sohn, einer Tochter und einer Zofe ein an der Ruine errichtetes Blockhaus und ernährte sich von Handarbeiten und Landwirtschaft. Angeblich war sie eine Verwandte des 1809 entthronten schwedischen Königs Gustav IV. Nach 1815 lebte sie in Schwaben, einige Zeit auch in Weinsberg. Entgegen der älteren Behauptung war sie keine Gräfin, vielleicht aber in den schwedischen Putsch vom März 1809 verwickelt. Am 9. September 1839 starb sie in Stuttgart im Alter von 70 Jahren.